# Congreso antimasónico de Trento

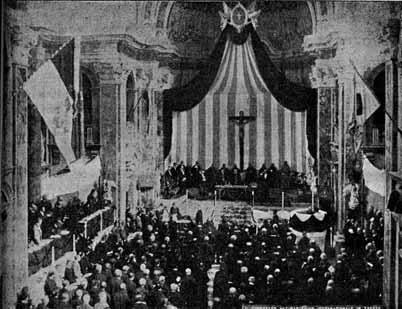
Congreso antimasónico de Trento (1896).

El primer Congreso antimasónico de Trento comenzó el 26 de septiembre de 1896 en Trento (capital del Tirol italiano que entonces formaba parte del Imperio austrohúngaro) y fue organizado por la Liga Internacional Antimasónica (en francés: Ligue internationale antimaçonnique), creada en Roma en 1893, y dirigida por el Príncipe de Loewenstein. El papa León XIII dedicó un Breve al Congreso Antimasónico de Trento.

## Descripción
El día de la apertura se reunieron 36 obispos, 50 delegados episcopales y 700 delegados de diversas organizaciones católicas. Entre estas delegaciones hay que destacar las de Francia y Austria, con más de 50 personas cada una. La inauguración del Congreso tuvo lugar en la Iglesia de Santa María la Mayor de Trento.
En la sesión matinal del último día del Congreso, el Comendador Pedro Pacelli —escritor y periodista italiano— presentó una moción de aplauso para el diputado carlista Juan Vázquez de Mella, que presentó a las Cortes de Madrid una vigorosa petición solicitando que sea declarada "ilegal, facciosa y traidora a la Patria" la Masonería, quitando de los empleos públicos a los masones.
El pretendiente carlista al trono de España, Carlos VII, acudió a Trento para asistir al Te Deum de clausura, acompañado de Doña María Berta y la infanta Alicia.
Cuatro temas fueron tratados durante el congreso: la doctrina masónica, la acción masónica, la oración, y la acción antimasónica. El congreso recomendó la publicación de libros y panfletos baratos contra la masonería. Los Actos del congreso antimasónico international fueron publicados en Tournai en 1897 por el editor francés Desclée.